# پنج انگشت (گونه)
پنج انگشت (نام علمی: Vitex negundo) نام یک گونه از سرده پنج انگشت است.